# Ачаппам
Ачаппам («ачу» означає цвіль і «аппам» — їжа, приготовлена з борошна) — смажене у фритюрі рожеве печиво, виготовлене з рисового борошна. Це фірмова сирійська християнська їжа, яка, як вважають, походить від голландського впливу. У Кералі це важлива закуска для християн у особливі дні, такі як Різдво та шлюбні церемонії. З того часу він поширився в Південно-Східній Азії, де має різні місцеві назви, такі як kuih loyang (мідь), acuan (форма), cap (штамп), bunga ros (квітка троянди), bunga durian (квітка дуріана), goyang (струсування), kembang loyang, dok jok (водяний салат) тощо.

## Приготування
Ачаппам виготовляється з використанням візерункових залізок або форм для надання характерного розміру, форми та враження поверхні. Праску нагрівають до дуже високої температури в олії, занурюють у тісто, а потім знову занурюють у гарячу олію, щоб утворити хрустку оболонку навколо металу. Праска піднімається з олії після того, як печиво відокремиться від праски.
Тісто ачаппама виготовляється із суміші пшеничного або рисового борошна, яєць, цукру та кокосового молока.
Ачаппам можна їсти просто, а також зазвичай приправляють кунжутом, кмином і кардамоном.